# اللغة الأذرية

اللغة الأذرية (اللغة الأذربيجانية، التركية الأذرية أو التركية الأذربيجانية) هي اللغة الرسمية لجمهورية أذربيجان. تُستخدم اللغة أيضاً في عدة مناطق في إيران وخصوصاً في شمال غرب إيران حيث تعتبر اللغة المشتركة بين سكان تلك المنطقة. إيران هي الوطن لمعظم المتحدثين باللغة الأذرية في العالم. تُستخدم اللغة أيضاً في روسيا (خصوصاً في منطقة داغستان) وجنوب شرق جورجيا وشرقيّ تركيا.
يوجد حالياً بين 13 و30 مليون متحدث باللغة الأذرية. اللغة الأذرية هي لغة تركية من فرع أوغوز، وهي لغة قريبة من اللغة التركية، لكنها ذات تأثر عربي وفارسي.
الأدب الكلاسيكي في اللغة الأذرية بدأت في القرن 14 الميلادي وأصبحت بعد ذلك واحدة من أهم اللغات في الأدب الكلاسيكي في القرن 16 الميلادي حيث استخدمها الشاعر والشاه آنذاك إسماعيل الصفوي في أشعاره وكتاباته.
في عام 1875 طُبعت أول جريدة كاملة باللغة الأذرية. وفي عام 1891 تُرجم الإنجيل بأكمله إلى نفس اللغة. قبل عام 1920 كانت اللغة الأذرية تكتب بحروف عربية، وبين عامي 1929و 1938 بدأت تُكتب بالأبجدية اللاتينية. في عام1938 تحولت إلى الأبجدية السريلية، وفي عام 1991 تبنت مرة أخرى الأبجدية اللاتينية.

## التاريخ
وقد نشأت اللغة الأذربيجانية وشعبها في القرنين الثالث والسابع وانتهت في القرنين السابع والثامن. بين c. 1900 و 1930، كان هناك العديد من المناهج المتنافسة لتوحيد اللغة الوطنية في أذربيجان التي يشيعها العلماء، مثل حسن بي زردابي وماماد أغا شهتختينسكي. وعلى الرغم من الاختلافات الرئيسية، كانت جميعها تهدف في المقام الأول إلى جعل الجماهير شبه المتعلمة لقراءة وفهم الأدب. انتقدوا جميعاً الإفراط في استخدام العناصر الفارسية والعربية والأوروبية لكل من اللغة العامية والأدبية، ودعا إلى أسلوب أبسط وأكثر شعبية. وتعود الأمثلة الأولى للأدب الأذربيجاني إلى أواخر القرن السابع عشر بعد الغزو المغولي وكانت مكتوبة باللغة العربية. في 1875 أكينتشي (Əkinçi / اکينچی) («المحراث») أصبحت أول صحيفة أذربيجانية تنشر في الإمبراطورية الروسية. في 1875 أكينتشي (Əkinçi / اکينچی) («المحراث») أصبحت أول صحيفة أذربيجانية تنشر في الإمبراطورية الروسية.

## لهجة
هناك 4 لهجات في إقليم جمهورية أذربيجان التي تختلف قليلا:
- اللهجة الشرقية - غوبا، الشماخي، باكو، لهجات موغان ولانكران
- اللهجة الغربية - غازاخ، غاراباغ، اللهجات غانجا
- اللهجة الشمالية - اللهجات شيكي وزاغاتالا -غاخ
- اللهجة الجنوبية - ناكشيفان، أوردوباد، اللهجات إريفان

قسم اللغة الجينية الأذربيجانية ينتمي إلى اللغات التركية. كما هو الحال في مجموعات اللغات الأخرى، واللغات المدرجة في هذه المجموعة هي أيضا قريبة جدا من بعضها البعض من حيث المعجمية، المورفولوجية، والنحوية. تختلف اللهجات عن بعضها البعض من خلال ميزاتها الصوتية. اللغة الأذربيجانية هي جزء من مجموعة أوغوز - السلجوق التابعة لمجموعة اللغات الأوغوزية لأسرة اللغات التركية.

### الشمالية والجنوبية

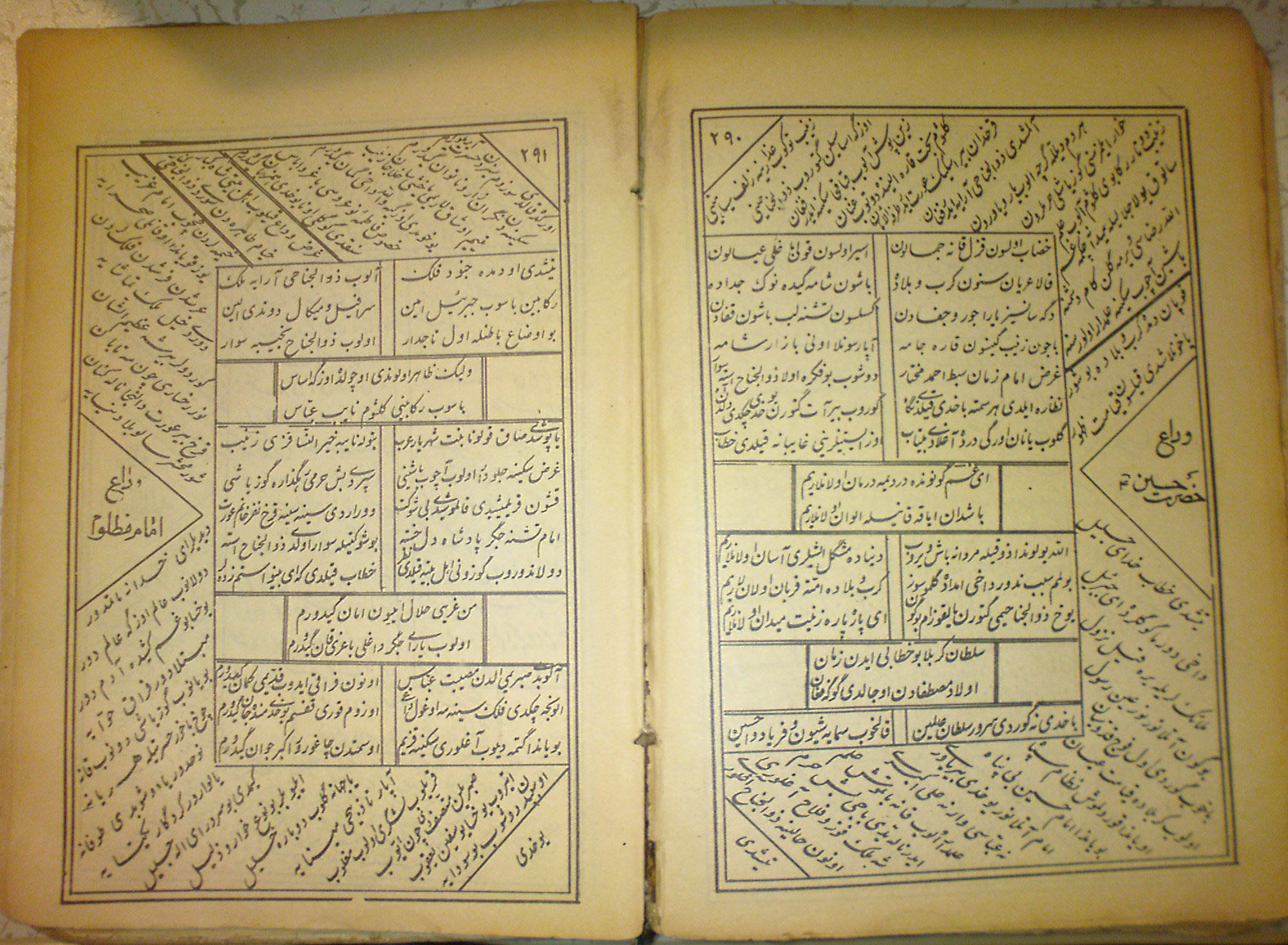
نص باللغة الأذرية بالحروف العربية

يصنف إثنولوج لغة أذربيجان إلى لغتين الشمالية والجنوبية؛ فالشمالية يتحدث بها بشكل رئيسي في جمهورية أذربيجان وروسيا، أما الجنوبية يتحدث بها في إيران والعراق وسوريا كلغات منفصلة، مع «اختلافات كبيرة في علم الأصوات، والقاموس، والتشكيل، وبناء الجمل، والكلمات المستعارة.» كتب سفانت كورنيل في كتابه الصادر عام 2001 عن الأمم الصغيرة والقوى العظمى بأنه «من المؤكد أن الكلمات الروسية والإيرانية، قد دخلت في المفردات على جانبي نهر آراس، لكن هذا لم يحدث إلى حد أنه يمكن أن تشكل صعوبات في الاتصال». هناك العديد من اللهجات، مع 21 لهجة أذربيجانية شمالية و11 لهجة أذربيجانية جنوبية حددت بواسطة إثنولوج.
تعتبر الأذربيجانية الشمالية هي الرسمية لجمهورية أذربيجان، وترتبط ارتباطًا وثيقًا باللغة التركية الحديثة، يتحدث بها أيضًا في جنوب داغستان، على طول ساحل بحر قزوين في جبال القوقاز الجنوبية وفي مناطق متفرقة في جميع أنحاء آسيا الوسطى. أما الأذربيجانية الجنوبية على فأنها منتشرة بنطاق واسع في أذربيجان الإيرانية، وبدرجة أقل في المناطق المجاورة لتركيا والعراق، مع مجتمعات أصغر في سوريا. في إيران، تستعار الكلمة الفارسية للأذربيجاني باسم «تركي». ويتحدث بها بشكل رئيسي في شرق أذربيجان وأذربيجان الغربية وأردبيل وزنجان. كما يتحدث بها على نطاق واسع في طهران وعبر محافظة طهران، حيث يشكل الأذربيجانيون إلى حد بعيد أكبر أقلية في المدينة والمقاطعة الأوسع أفاد كتاب حقائق العالم لوكالة المخابرات المركزية في عام 2010 أن النسبة المئوية للمتحدثين الإيرانيين الأذربيجانيين تبلغ حوالي 16 في المائة من السكان الإيرانيين، أو ما يقرب من 13 مليون شخص في جميع أنحاء العالم.

### الأذربيجانية والتركية
تتمتع أذربيجان وتركيا بعلاقات دبلوماسية وثيقة، ويمكن للمتحدثين من الشمال والجنوب الأذربيجاني والمتحدثين الأتراك التواصل بدرجات متفاوتة من الوضوح المتبادل، تحظى المسلسلات التركية بشعبية كبيرة بين الأذريين في كل من إيران وأذربيجان. كما التقى رضا شاه بهلوي من إيران (الذي يتحدث أذربيجان الجنوبية) مصطفى كمال أتاتورك (الذي كان يتحدث التركية) في عام 1934 وتم تصويرهما يتحدثان معًا. يمكن للمتحدثين باللغتين التركية والأذربيجانية، إلى حد ما، التواصل مع بعضهم البعض لأن كلتا اللغتين لهما تباين كبير وهما إلى حد ما مفهومة بشكل متبادل. يُظهر الأذربيجانيون نمط ضغط مماثل للتركية ولكنه أبسط في بعض النواحي. الأذربيجانية هي لغة مضغوطة بشدة، لكن بشكل جزئي ومؤقت، على عكس اللغة التركية التي يتم التأكيد عليها بشكل ضعيف ومقطع لفظي.
فيما يلي بعض الكلمات ذات النطق المختلف باللغتين الأذربيجانية والتركية والتي تعني نفس الشيء في اللغتين:
| أذربيجانية شمالية / جنوبية | تركية    | عربية |
| -------------------------- | -------- | ----- |
| ayaqqabı/bashmakh          | ayakkabı | أحذية |
| ayaq/ayakh                 | ayak     | قدم   |
| kitab/kitab                | kitap    | كتاب  |
| qan/gan                    | kan      | دم    |
| qaz/gaz                    | kaz      | أوز   |
| qaş/gaş                    | kaş      | حاجب  |
| qar/gar                    | kar      | ثلج   |
| daş/daş                    | taş      | حجر   |
| qatar/gatar                | tren     | قطار  |

## لغة الكلام
قد تختلف لغة الكلام عن لغة الكتابة، مثل:
- دقائق - ديق
- صفحة - صيفة
- بقرة - اناك

## أبجدية

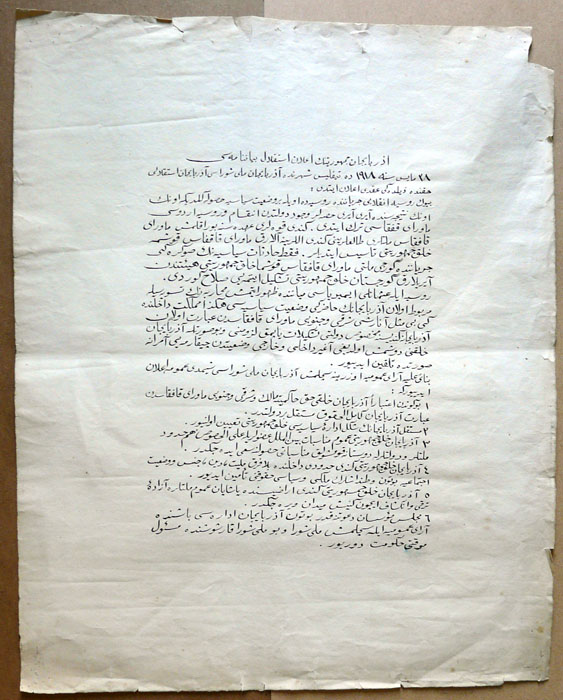
الرسالة مكتوبة بالخط الفارسي عام 1918م باللغة الأذرية.

| حرف رومي | حرف سيريلي | حرف عربي |
| -------- | ---------- | -------- |
| Aa       | Аа         | آ ا      |
| Əə       | Әә         | ا ه      |
| Bb       | Бб         | ب        |
| Cc       | Ҹҹ         | ج        |
| Çç       | Чч         | چ        |
| Dd       | Дд         | د        |
| Ee       | Ее         | ئ        |
| Ff       | Фф         | ف        |
| Gg       | Ҝҝ         | گ        |
| Ğğ       | Ғғ         | غ        |
| Hh       | Һһ         | ه ح      |
| Xx       | Хх         | خ        |
| Iı       | Ыы         | ی        |
| İi       | Ии         | ی        |
| Jj       | Жж         | ژ        |
| Kk       | Кк         | ک        |
| Qq       | Гг         | ق        |
| Ll       | Лл         | ل        |
| Mm       | Мм         | م        |
| Nn       | Нн         | ن        |
| Oo       | Оо         | و        |
| Öö       | Өө         | ؤ        |
| Pp       | Пп         | پ        |
| Rr       | Рр         | ر        |
| Ss       | Сс         | س ص ث    |
| Şş       | Шш         | ش        |
| Tt       | Тт         | ت ط      |
| Uu       | Уу         | و        |
| Üü       | Үү         | و        |
| Vv       | Вв         | و        |
| Yy       | Јј         | ی        |
| Zz       | Зз         | ز ذ ظ ض  |